# Schronisko PTTK na Przehybie
Schronisko PTTK na Przehybie (1175 m n.p.m.) – górskie schronisko turystyczne położone w Beskidzie Sądeckim, w Paśmie Radziejowej. Do obiektu można się dostać szlakiem turystycznym lub asfaltową drogą.

## Historia schroniska
Pierwsze plany budowy schroniska pojawiły się w 1908 w miejscowym Towarzystwie Tatrzańskim. Projekty te odłożono do czasu zebrania odpowiedniej sumy pieniędzy. Powrócono do nich po 20 latach, wtedy jednak pojawiły się problemy z kupnem odpowiedniej parceli. Najpierw nie chciała jej sprzedać gmina Szlachtowa, a później hrabia Adam Stadnicki, właściciel okolicznych terenów. Porozumienie zawarto dopiero w 1936. Pierwszą część schroniska (parter) udostępniono w październiku 1937, a na początku następnego roku możliwości noclegowe zwiększyły się do 52 miejsc. Dzierżawcą schroniska został góral ze Szczawnicy, Walenty Symela. W 1938 otrzymało imię Kazimierza Sosnowskiego.
W okresie okupacji schronisko było czynne do 1943, przy czym w latach 1940–1941 gospodarzył tam reichsdeutsch Aleksander Bittner, zapalony turysta górski i narciarz. Był to człowiek rozdarty pomiędzy lojalnością wobec dwóch ojczyzn - Polski i Niemiec, życzliwy wobec Polaków, a nawet konspiracji - na początku 1942 popełnił samobójstwo. Być może przerosła go sytuacja ciągłego lawirowania pomiędzy Niemcami i Polakami. Następnym gospodarzem był volksdeutsch Jorman, który również przymykał oko na turystów mających kontakty z partyzantami. W 1944 Jorman opuścił teren, który z powodu działań partyzanckich stał się zbyt niebezpieczny - wtedy na dobre zagościły w schronisku różne grupy bojowe. Nie uszło to uwadze władz i w listopadzie Niemcy ostrzelali obiekt z działka przeciwlotniczego, a w grudniu oddział Wehrmachtu spalił resztki zabudowań.
Po wojnie problemem w odbudowie stały się znowu środki finansowe. W 1953 PTTK postawiło schron turystyczny, mogący pomieścić 16 osób – część materiałów wnoszono na plecach. Wkrótce rozpoczęto budowę schroniska z prawdziwego zdarzenia i w sierpniu 1958 stanął kamienny obiekt, kryty gontem, architekturą wpisujący się w beskidzki krajobraz. Posiadał centralne ogrzewanie i ciepłą wodę, a także oświetlenie elektryczne i telefon, co w tamtym czasie wcale nie było normą wśród schronisk. Dawny schron służył turystom do 1982.
17 grudnia 1991 spłonęła drewniana część obiektu. Na szczęście w budowie był już nowy budynek, tzw. Jaśkówka, który już od następnego roku mógł przyjąć 30 osób. Obok postawiono tymczasowy bufet, a spalony budynek schroniska odbudowano i od 1998 ponownie pełni swoją funkcję.

## Wyposażenie schroniska
- 30 miejsc noclegowych w schronisku i 40 miejsc w Jaśkówce o różnym standardzie – od „jedynek” do wieloosobowych
- pole namiotowe
- bufet i jadalnia
- wyciąg narciarski

## Szlaki turystyczne
- Główny Szlak Beskidzki na odcinku z Rytra do Krościenka.
- Rytro - Przehyba - Szczawnica
- Szczawnica - Gabańka - Przehyba - Jazowsko
- Stary Sącz - Moszczenica Wyżna - Przehyba

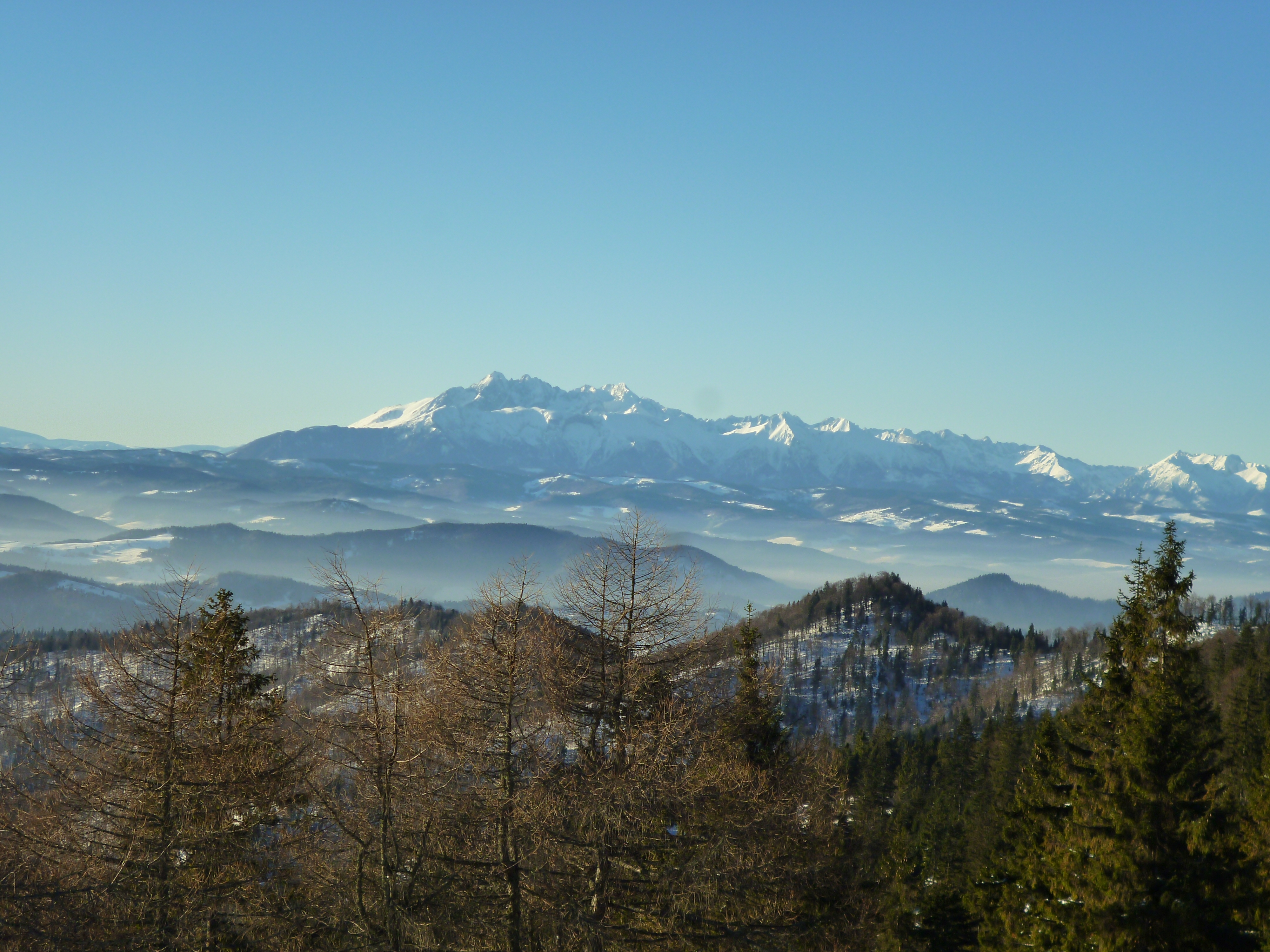
Widok Tatr z Przehyby
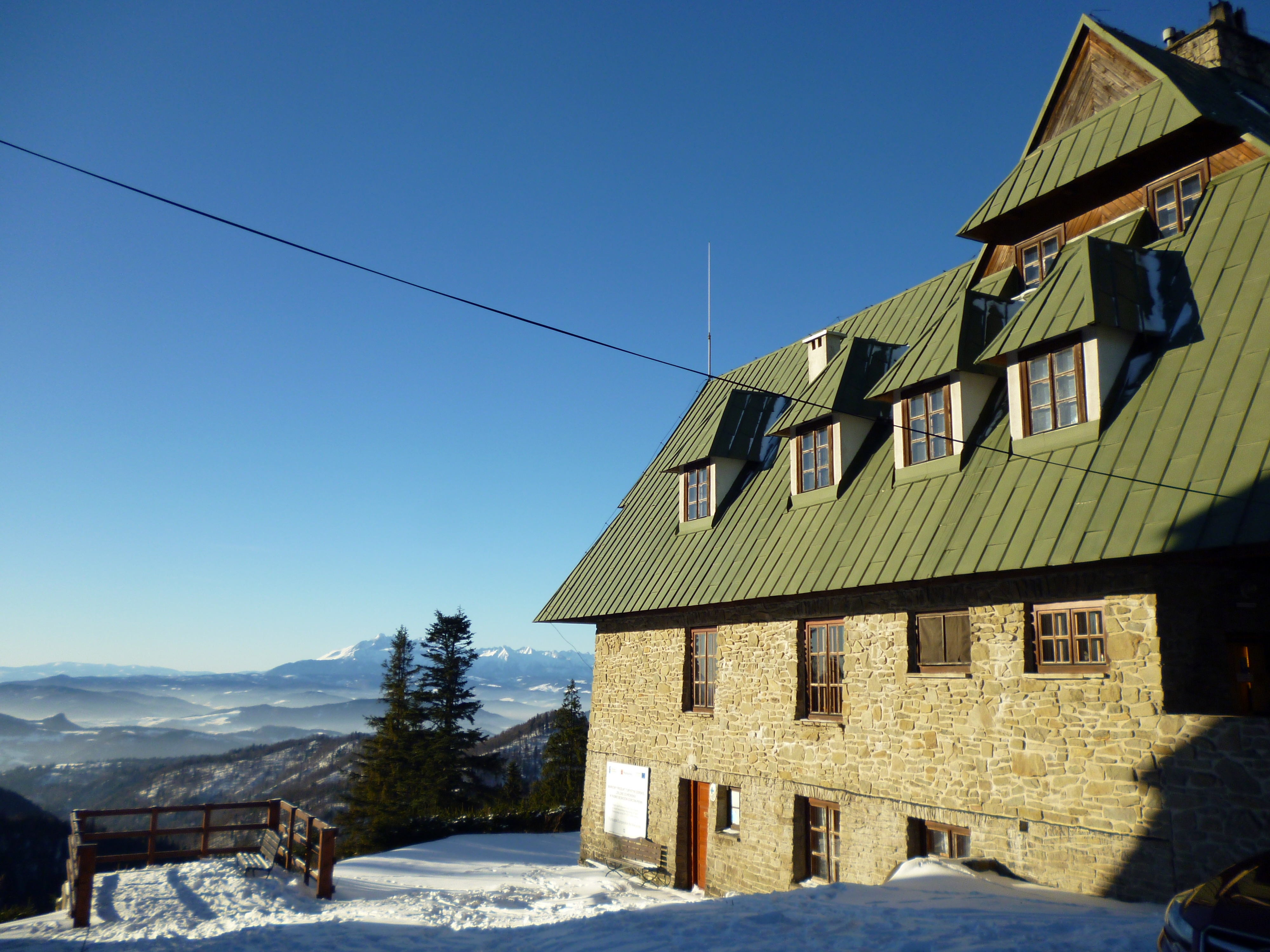
Przehyba, schronisko PTTK
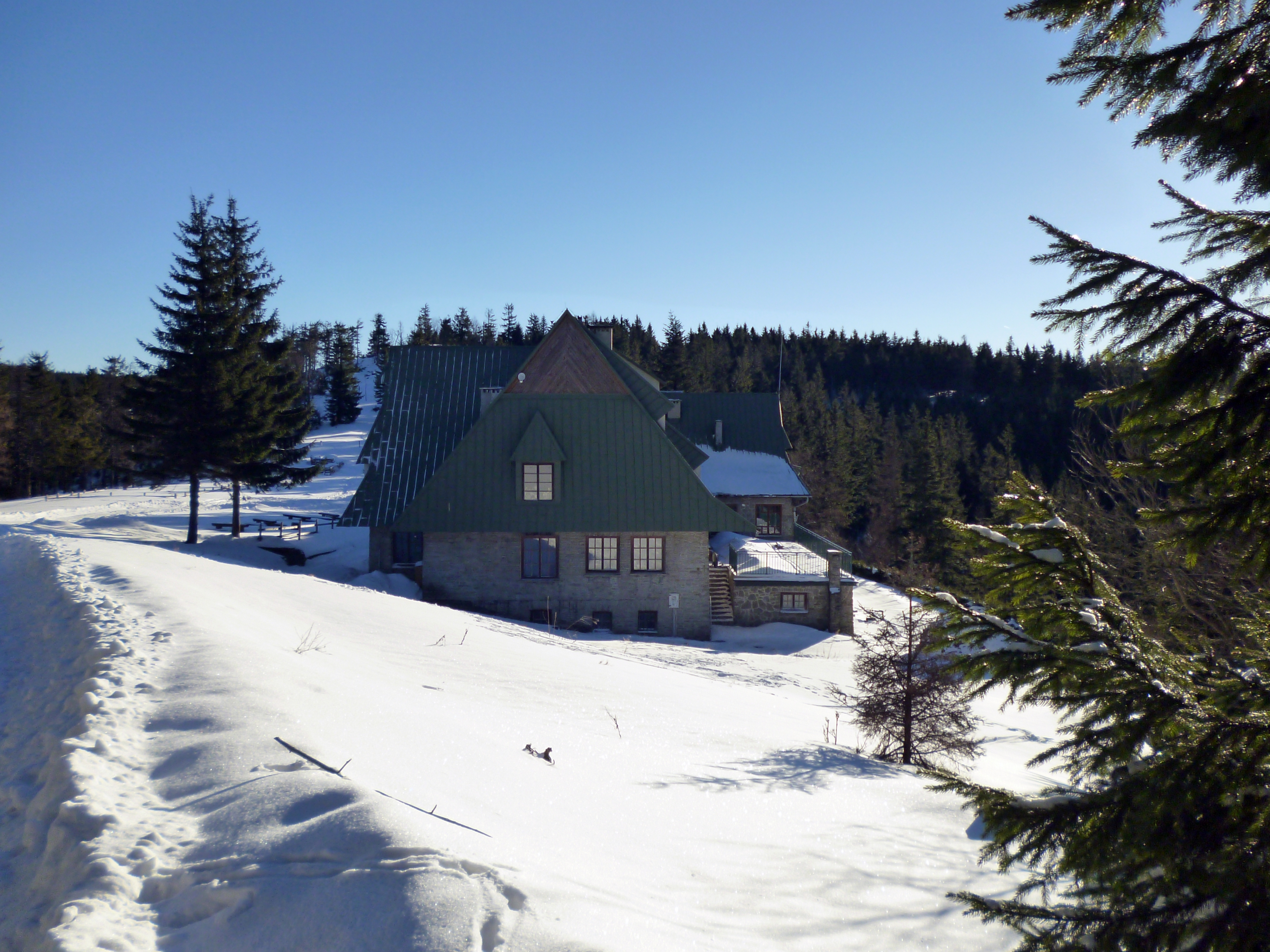
Przehyba, zimowy widok